# Tamariskia
Tamariskia ist eine Vorstadt von Swakopmund in Namibia. Der Stadtteil liegt im Nordosten der Stadt. Im Osten grenzt er an den Stadtteil Mondesa, im Westen an Vineta.
Ursprünglich war Tamariskia ein Township für die Coloureds von Swakopmund. Insbesondere seit der Unabhängigkeit Namibias 1990 hat das Bergbauunternehmen Rössing zahlreiche seiner Arbeiter hier angesiedelt.
Neben kleinen Einzelhäuser befinden sich im Stadtteil auch einige Neubaugebiete sowie das Großlabor der Pathologischen Vereinigung Namibias. Zudem ist der Stadtteil Heimat des Fußballvereins Blue Boys und des Tamariskia-Stadions.